# Gliese 570
Gliese 570 ist ein Mehrfachsternsystem im Sternbild Waage, das etwa 19 Lichtjahre von der Sonne entfernt ist und damit ein relativ erdnahes Sternsystem darstellt.

## Sichtbarkeit und Erforschung
Das Sternsystem ist am Nachthimmel im Sternbild Waage sichtbar und wurde in den frühen 1990er Jahren mittels des ESA-Weltraumteleskopes Hipparcos zunächst in einer Entfernung von etwa 25 Lichtjahren zur Sonne verortet. Man ging anfänglich von einem Dreifachsystem mit einem etwa jupitergroßem Planeten aus. Genauere Untersuchungen im Zuge des 2MASS-Programmes, insbesondere mithilfe des Cerro Tololo Inter-American Observatory in Chile ergaben, dass die Entfernung nur rund 19 Lichtjahre beträgt und es sich bei dem vermuteten Planeten vielmehr um einen ultrakühlen Braunen Zwerg handelt. Mit einer Oberflächentemperatur von etwa 500 °C ist dieser nur unwesentlich wärmer als die Venus und der bisher kühlste bekannte Braune Zwerg überhaupt. Er besitzt bei annähernder Jupitergröße etwa 50 Jupitermassen.

## Sternensystem Gliese 570

### Gliese 570 A
Der Hauptstern des Systems, Gliese 570 A ist ein Hauptreihenstern der Spektralklasse K4 bis K5. Er besitzt etwa 76 % der Sonnenmasse, 77 % deren Durchmesser und 15,6 % der relativen Leuchtkraft.

### Gliese 570 B
Der zweitgrößte Stern des Systems ist ein Roter Zwerg der Spektralklasse M1 V, umfasst etwa 55 % Sonnenmasse bei 66 % Sonnendurchmesser und 1,9 % deren Leuchtkraft.

### Gliese 570 C
Ist ebenfalls ein Roter Zwerg und strahlt mit der Spektralklasse M3 V. Er hat etwa 35 % der Sonnenmasse aber nur noch 0,3 % deren Leuchtkraft.

### Gliese 570 D
Dieser Braune Zwerg der Spektralklasse T8 bringt etwa 50 Jupitermassen „auf die Waage“ und strahlt nur noch im infraroten Bereich.

## Zukunft
Der Hauptstern Gliese 570 A hat eine Lebenserwartung von etwa 30 Milliarden Jahren und könnte somit die Sonne mit 11 Milliarden Jahren um etwa das Doppelte überleben.
Die bisher schnellste von Menschenhand gebaute Raumsonde, die Parker Solar Probe, wäre etwa 35.000 Jahre unterwegs, um die derzeitige Entfernung zwischen dem Sonnensystem und Gliese 570 zu überwinden. Zum Vergleich, die schnellsten deutschen Raumsonden Helios 1 und 2, würden hierfür ungefähr 82.300 Jahre brauchen.